# Liste des chapitres de Gintama
Cet article est un complément de l’article sur le manga Gintama. Il contient la liste des volumes du manga parus en presse, avec les chapitres qu’ils contiennent.

## Volumes reliés

### Volumes 1 à 10
| no | Japonais         | Japonais      | Français          | Français          |
| no | Date de sortie   | ISBN          | Date de sortie    | ISBN              |
| --- | ---------------- | ------------- | ----------------- | ----------------- |
| 1 | 2 avril 2004     | 4-08-873623-0 | 16 mars 2007      | 978-2-5050-0078-5 |
| Quelqu'un qui a les cheveux naturellement ondulés ne peut pas être mauvais ! Couverture : Sakata GintokiListe des chapitres : - Précepte 1 - Quelqu'un qui a les cheveux naturellement ondulés ne peut pas être mauvais ! - Précepte 2 - Le maître s'occupera jusqu'au bout de son animal de compagnie. - Précepte 3 - Le Jump paraît parfois le samedi ; soyons donc attentifs. - Précepte 4 - Celui qui fait bonne impression à la première rencontre n'est jamais fiable. - Précepte 5 - Même quand tu seras devenu un papy, fais-toi des amis tels que vous puissiez vous appeler par vos surnoms. - Précepte 6 - Si vous avez le temps de jouer aux terroristes, allez donc faire une petite promenade. - Dandelion. |                  |               |                   |                   |
| 2 | 2 juillet 2004   | 4-08-873632-X | 4 mai 2007        | 978-2-5050-0105-8 |
| La persévérance n'est pas très éloignée de l'importunité. Couverture : Shimura ShinpachiListe des chapitres : - Précepte 7 - Tiens tes engagements même si tu dois mourir. - Précepte 8 - La persévérance n'est pas très éloignée de l'importunité. - Précepte 9 - Quand on se bagarre, il faut y aller à fond. - Précepte 10 - En cas de fatigue, prendre des aliments acides. - Précepte 11 - Des dango tout gluant, c'est pas des dango, abruti ! - Précepte 12 - Kogaru de tout le pays, respectez le couvre-feu ! - Précepte 13 - Rien de propre ne peut naître dans les toilettes. - Noir et blanc. |                  |               |                   |                   |
| 3 | 3 septembre 2004 | 4-08-873653-2 | 6 juillet 2007    | 978-2-5050-0157-7 |
| Quand on y pense, la vie est plus longue une fois qu'on est vieux ! C'est flippant !! Couverture : KaguraListe des chapitres : - Précepte 14 - Si tu joues au cosplay, déguise aussi ton cœur. - Précepte 15 - Si tu peux toucher une grenouille, tu es un homme (voilà le genre de règles stupides qui régissent la vie des hommes). - Précepte 16 - Quand on y pense, la vie est plus longue une fois qu'on est vieux ! C'est flippant !! - Précepte 17 - Même si tu n'es pas ivre, fais semblant de l'être pour dire à ton chef ses quatre vérités. - Précepte 18 - Si tu es un homme, va à la pêche au thon ! - Précepte 19 - Les idoles font à peu près les mêmes choses que toi. - Précepte 20 - Le maître et son chien se ressemblent. - Précepte 21 - Chez les enfants, la longueur du cou est proportionnelle à la malice. - Précepte 22 - Le stress fait perdre ses cheveux, mais quand on essaie d'éviter le stress, on est quand même stressé, ce qui fait que, en fin de compte, il n'y a rien à faire. |                  |               |                   |                   |
| 4 | 4 novembre 2004  | 4-08-873672-9 | 17 septembre 2007 | 978-2-5050-0179-9 |
| Ce que les parents ont de commun avec leurs enfants, ce sont uniquement les mauvais côtés. Couverture : Shimura O-Tae , SadaharuListe des chapitres : - Précepte 23 - Lave-toi seulement les aisselles. C'est ça, les aisselles. - Précepte 24 - Quand tu parles de tes exploits du passé, rajoutes-en 30 pour cent. Il faut captiver l'auditoire. C'est ça, le captiver. - Précepte 25 - Vous qui sortez le mot « mignon » à la moindre occasion, vous vous trouvez mignonnes, hein ?! - Précepte 26 - Même si tu oublies de prendre des slips en voyage, n'oublie pas ton jeu de cartes Uno. - Précepte 27 - Quand tu as un problème, rigole, rigole. - Précepte 28 - Aah... C'est décidément chez soi qu'on se sent le mieux. - Précepte 29 - Tu crois que tu vas réussir à étudier pour tes examens d'entrée au lycée en écoutant de la musique en même temps ? Éteins ça tout de suite ! - Précepte 30 - Ce ne sont pas des types malintentionnés qui provoquent les accidents, mais ceux qui font trop les fous. - Précepte 31 - Ce que les parents ont de commun avec leurs enfants, ce sont uniquement les mauvais côtés. |                  |               |                   |                   |
| 5 | 27 décembre 2004 | 4-08-873697-4 | 23 novembre 2007  | 978-2-5050-0197-3 |
| Fais gaffe au tapis roulant. Couverture : O-Tose, CatherineListe des chapitres : - Précepte 32 - Pourquoi la mer a-t-elle un goût salé ? Mais parce que les gens de la ville comme vous se soulagent dedans !! - Précepte 33 - Fais gaffe au tapis roulant. - Précepte 34 - Les types qui ont de sacrés complexes abattent aussi un sacré boulot. - Précepte 35 - Pas de panique ! Le délai de réflexion est là pour ça ! - Précepte 36 - Lève la main et parle sans crainte. - Précepte 37 - Renonce à la fureur. - Précepte 38 - Les travestis connaissent aussi bien la bêtise de l'homme que la perfidie de la femme. - Précepte 39 - Un joli minois cache toujours quelque chose. - Précepte 40 - Le mariage est une suite de malentendus qui dure toute la vie. |                  |               |                   |                   |
| 6 | 4 mars 2005      | 4-08-873781-4 | 11 janvier 2008   | 978-2-5050-0268-0 |
| Il existe des choses qu'un sabre ne peut couper. Couverture : Katsura Kotarô, ElizabethListe des chapitres : - Précepte 41 - Réfléchis un peu... les truffes, c'est vraiment si bon que ça ? - Précepte 42 - Sers-toi de tes poings pour réaliser tes rêves ! - Précepte 43 - Tous les hommes sont des romantiques. - Précepte 44 - Il existe des choses qu'un sabre ne peut couper. - Précepte 45 - Les bonnes choses ne se suivent jamais, mais les mauvaises, si. - Précepte 46 - Quand on est malade après avoir mangé quelque chose de bon, c'est vraiment l'horreur. - Précepte 47 - Il faut toujours lire le journal et regarder la télé attentivement. - Précepte 48 - Personne n'est plus bavard que ceux qui n'ont pas la conscience nette. - Précepte 49 - Une fois qu'on a utilisé des washlets, on ne peut plus utiliser d'autres toilettes ! |                  |               |                   |                   |
| 7 | 2 mai 2005       | 4-08-873806-3 | 21 mars 2008      | 978-2-5050-0288-8 |
| Ce sont toujours les choses insignifiantes qu'on n'arrive pas à oublier. Couverture : Kondô IsaoListe des chapitres : - Précepte 50 - Ce sont toujours des choses insignifiantes qu'on n'arrive pas à oublier. - Précepte 51 - La vie passe comme un tapis roulant. - Précepte 52 - La plaine de jeux appartient aux enfants. - Précepte 53 - Ce n'est pas la cloche du temple qui éteindra les passions ! Il faut les maîtriser soi-même ! - Précepte 54 - C'est impoli de faire une erreur dans le nom de quelqu'un. - Précepte 55 - Les restaurants de râmen dont la carte est très fournie n'ont souvent pas beaucoup de clients. - Précepte 56 - Manger une glace en hiver, c'est assez classe. - Précepte 57 - Que signifie le mot "bonbon" des bonbons au whisky ? - Précepte 58 - Il faut faire des enfants quand on en a vraiment envie. |                  |               |                   |                   |
| 8 | 4 août 2005      | 4-08-873844-6 | 2 mai 2008        | 978-2-5050-0331-1 |
| Commence déjà par frapper le copain de ta fille. Couverture : Hijikata ToshirôListe des chapitres : - Précepte 59 - Frappe à la porte avant d'entrer dans les toilettes. - Précepte 60 - Le titre ne permet pas de savoir si un film est intéressant. - Précepte 61 - Quand on pisse sur un ver de terre, on se met à enfler. - Précepte 62 - Puisqu'une fille passe environ vingt ans aux côtés de son père, elle doit prendre soin de lui. - Précepte 63 - Commence déjà par frapper le copain de ta fille. - Précepte 64 - Dessinons nos personnages de façon que le lecteur les reconnaisse à leur seule silhouette. - Précepte 65 - Il ne faut pas juger les gens sur leur apparence. - Précepte 66 - Les cerises, ça donne vraiment des cerisiers ? - Précepte 67 - "M" peut aussi signifier "malabar". |                  |               |                   |                   |
| 9 | 4 octobre 2005   | 4-08-873864-0 | 4 juillet 2008    | 978-2-5050-0318-2 |
| Attends d'avoir vingt ans pour aller t'amuser dans les kyabakura. Couverture : Okita SôgoListe des chapitres : - Précepte 68 - La lune sait tout. - Précepte 69 - Tu dois comprendre que ta mère aussi est très occupée, alors arrête de te plaindre du dîner. - Précepte 70 - Une vie sans pari, c'est comme des sushis sans wasabi. - Précepte 71 - Arrête de boire de l'alcool tant que tu te sens encore bien. - Précepte 72 - Promène ton chien à une vitesse convenable. - Précepte 73 - Un bon aboiement vaut mieux qu'un million de prières. - Précepte 74 - Attends d'avoir vingt ans pour aller t'amuser dans les kyabakura. - Précepte 75 - Qui se ressemble se crêpe le chignon. - Précepte 76 - En toute chose, pour réussir, il ne faut jamais s'avouer vaincu. |                  |               |                   |                   |
| 10 | 2 décembre 2005  | 4-08-873886-1 | 5 septembre 2008  | 978-2-5050-0428-8 |
| Même un insecte d'un pouce a une âme d'un demi-pouce. Couverture : Hasegawa TaizôListe des chapitres : - Précepte 77 - Le lait doit avoir la température du corps humain. - Précepte 78 - La femme de ménage avait tout vu ! - Précepte 79 - Si tu veux rencontrer quelqu'un, commence par prendre rendez-vous. - Précepte 80 - Arrive à ton rendez-vous galant 30 minutes à l'avance. - Précepte 81 - Sois vigilant, car, si tu dors en laissant le ventilateur, tu attraperas mal au ventre. - Précepte 82 - Il y a des monstres partout. - Précepte 83 - C'est grâce aux scarabées que les enfants apprennent à respecter la vie. - Précepte 84 - Même un insecte d'un pouce a une âme d'un demi-pouce. - Précepte 85 - Même sur internet, un minimum de savoir-vivre est requis. |                  |               |                   |                   |

### Volumes 11 à 20
| no | Japonais         | Japonais          | Français         | Français          |
| no | Date de sortie   | ISBN              | Date de sortie   | ISBN              |
| --- | ---------------- | ----------------- | ---------------- | ----------------- |
| 11 | 3 février 2006   | 4-08-874017-3     | 14 novembre 2008 | 978-2-5050-0409-7 |
| Le jour se lèvera toujours. Couverture : Sarutobi AyameListe des chapitres : - Précepte 86 - En amour, pas besoin de manuel. - Précepte 87 - Courir sans jamais s'arrêter, c'est ça, la vie. - Précepte 88 - Décidément, pour moi, la femme idéale, c'est Minami-chan. - Précepte 89 - Ce qui se vend le mieux dans les buvettes, ce sont les petits pains fourrés avec des croquettes. - Précepte 90 - Un malheur en appelle un autre. - Précepte 91 - La pleine lune rend fou. - Précepte 92 - Prenez garde de ne pas oublier votre parapluie quelque part. - Précepte 93 - Les idiots et les voyous aiment les endroits élevés. - Précepte 94 - Le jour se lèvera toujours. |                  |                   |                  |                   |
| 12 | 4 avril 2006     | 4-08-874040-8     | 16 janvier 2009  | 978-2-5050-0521-6 |
| Hâte-toi lentement. Couverture : Takasugi ShinsukeListe des chapitres : - Précepte 95 - Durant les nuits obscures, les insectes se rassemblent autour de la lumière. - Précepte 96 - Hâte-toi lentement. - Précepte 97 - Il faut être prêt à tout pour ne pas avoir de surprise. - Précepte 98 - Qui chasse la momie devient une momie. - Précepte 99 - Ceux qui réclament que le Père Noël n'existe pas ont en fait envie de croire à son existence. - Précepte 100 - La fondue est un abrégé de la vie. - Précepte 101 - Faites gaffe au capitaine d'un jour ! - Précepte 102 - Pour être moi-même. - Précepte 103 - Il n'y a que les enfants pour faire les fous dans la neige. |                  |                   |                  |                   |
| 13 | 4 juillet 2006   | 4-08-874130-7     | 17 avril 2009    | 978-2-5050-0559-9 |
| Au bout du compte, les ennemis d'hier sont encore des ennemis aujourd'hui. Couverture : Prince Hata, JiiListe des chapitres : - Précepte 104 - Toutes les mères se valent plus ou moins. - Précepte 105 - Il ne faut pas manger trop de kakipea. - Précepte 106 - Ne fais pas de bruit de mastication quand tu manges. - Précepte 107 - Les hommes ont un faibles pour les filles des magasins de fleurs et de pâtisseries. - Précepte 108 - C'est surprenant comme les nmaibô peuvent remplir le ventre. - Précepte 109 - Des boulettes plutôt que des fleurs. - Précepte 110 - Dans ces moments-là, tu te tais et tu prépares le riz aux haricots rouges ! - Précepte 111 - Nous recevons la famille Sakata à notre table, mardi à 19 heures. - Précepte 112 - Au bout du compte, les ennemis d'hier sont encore des ennemis aujourd'hui.                                                            |                  |                   |                  |                   |
| 14 | 4 septembre 2006 | 4-08-874252-4     | 3 juillet 2009   | 978-2-5050-0588-9 |
| On a beaucoup plus d'idées lorsqu'on est quatre. Couverture : Yagyû KyûbeiListe des chapitres : - Précepte 113 - Attention, fragile ! - Précepte 114 - Du sang, des bandages ... C'est trop la classe ! J'adore ! - Précepte 115 - Une personne difficile vis-à-vis de la nourriture est aussi difficile avec les autres. - Précepte 116 - Il ne faut pas ramasser tout ce qui traîne par terre. - Précepte 117 - Fais-le avant de le faire ! - Précepte 118 - On a beaucoup plus d'idées lorsqu'on est quatre. - Précepte 119 - Derrière les mots. - Précepte 120 - Tout le monde peut se tromper. - Précepte 121 - Lorsque quelqu'un qui porte d'habitude des lunettes les retire, il lui manque alors quelque chose. J'ai l'impression qu'il lui manque un truc ! |                  |                   |                  |                   |
| 15 | 2 novembre 2006  | 4-08-874274-5     | 2 octobre 2009   | 978-2-5050-0705-0 |
| Le sourire est le plus beau maquillage d'une femme. Couverture : Hattori ZenzôListe des chapitres : - Précepte 122 - Tout le monde pense à quelqu'un. - Précepte 123 - Le sourire est le plus beau maquillage d'une femme. - Précepte 124 - Il ne faut pas se fier à l'annonce du numéro suivant du "Jump". - Précepte 125 - Conduis en te disant "peut-être" ! - Précepte 126 - Les pattes des chiens dégagent une odeur agréable. - Précepte 127 - Si, avant de dormir, on ne programme pas la climatisation pour qu'elle s'éteigne toute seule, on risque d'attraper un rhume. - Précepte 128 - La chance n'a rien à voir avec le rang social. - Précepte 129 - On est parfois tellement concentré sur le comptage des moutons qu'on en arrive fréquemment à ne pas pouvoir s'endormir. - Précepte 130 - Si tu ne manges que des plats épicés, tu vas avoir des hémorroïdes !                       |                  |                   |                  |                   |
| 16 | 27 décembre 2006 | 4-08-874294-X     | 12 février 2010  | 978-2-5050-0780-7 |
| Une femme qui demande si on tient plus à elle ou davantage à notre travail mérite qu'on lui fasse un german suplex. Couverture : Matsudaira KatakurikoListe des chapitres : - Précepte 131 - Les mecs, c'est gonflant ! - Précepte 132 - Une femme qui demande si on tient plus à elle ou davantage à notre travail mérite qu'on lui fasse un german suplex. - Précepte 133 - Si tu veux cacher un arbre, mets-le dans une forêt. - Précepte 134 - Ce n'est que lorsqu'on commence à avoir un bon stock de planches que l'on devient un vrai mangaka. - Précepte 135 - Les hommes ont un œuf dur dans le cœur. - Précepte 136 - Même mauvais, un père est un père. - Précepte 137 - On ne peut pas écrabouiller un œuf dur. - Précepte 138 - On trouve pratiquement tout chez Loft. - Précepte 139 - Le meilleur moment d'une rencontre arrangée pour trouver l'âme sœur, c'est avant que ça commence. |                  |                   |                  |                   |
| 17 | 2 mars 2007      | 978-4-08-874327-1 | 4 juin 2010      | 978-2-5050-0891-0 |
| Les jeux vidéo, c'est une heure par jour ! Couverture : Tama, Hiraga GengaiListe des chapitres : - Précepte 140 - Merci de bien vouloir coopérer à la collecte sélective des déchets. - Précepte 141 - Dans la vie, il n'y a pas de points de sauvegarde. - Précepte 142 - Personne ne peut vaincre les larmes d'une femme. - Précepte 143 - Quand il y a trop de trucs mignons, ça en devient dégoûtant. - Précepte 144 - Tout le monde garde un vague souvenir de la musique occidentale. - Précepte 145 - La plupart du temps, celui qui dit agir pour quelqu'un d'autre agit en fait pour lui-même. - Précepte 146 - Certaines données ne peuvent pas être effacées. - Précepte 147 - Les jeux vidéo, c'est une heure par jour ! - Précepte 148 - Ce n'est pas parce qu'on est en congé qu'il faut passer tout son temps à jouer aux jeux vidéo.                                                   |                  |                   |                  |                   |
| 18 | 2 mai 2007       | 978-4-08-874354-7 | 22 octobre 2010  | 978-2-5050-0892-7 |
| Messieurs, soyez des malheureux dadais obsolètes ! Couverture : HedoroListe des chapitres : - Précepte 149 - La vie et les jeux vidéo sont criblés de bugs. - Précepte 150 - Jamais deux sans trois. - Précepte 151 - Les héros ont aussi leurs petits soucis. - Précepte 152 - Plutôt que de regarder les défauts des gens, apprends à découvrir leurs qualités. - Précepte 153 - Lorsque tu prends le train, cramponne-toi bien aux poignées avec les deux mains. - Précepte 154 - Messieurs, soyez des malheureux dadais obsolètes ! - Précepte 155 - L'amour l'emporte toujours. - Précepte 156 - Si tu veux maigrir, alors, remue-toi ! - Précepte 157 - Si tu veux maigrir, alors, arrête de manger ! |                  |                   |                  |                   |
| 19 | 3 août 2007      | 978-4-08-874399-8 | 4 février 2011   | 978-2-5050-1054-8 |
| Le conspirateur est victime de ses propres machinations. Couverture : Kawakami BansaiListe des chapitres : - Précepte 158 - Les trucs récents ont toujours trop de fonctionnalités. - Précepte 159 - Les règles sont faites pour être transgressées. - Précepte 160 - Les otakus aiment papoter. - Précepte 161 - Les maniaques en veulent toujours trois. - Précepte 162 - Il n'y a qu'une infime différence entre les qualités et les défauts. - Précepte 163 - 20 % d'uniformes en plus. - Précepte 164 - Il ne faut pas jouer au milieu de la voie ferrée. - Précepte 165 - Le conspirateur est victime de ses propres machinations. - Précepte 166 - Il est difficile de voir ce qui nous est cher. |                  |                   |                  |                   |
| 20 | 4 octobre 2007   | 978-4-08-874424-7 | 1er juillet 2011 | 978-2-5050-1104-0 |
| Le meilleur moment des vacances d'été, c'est avant qu'elles commencent. Couverture : UmibôzuListe des chapitres : - Précepte 167 - Écoute quand on te parle ! - Précepte 168 - Tout dépend de l'entrain et du timing. - Précepte 169 - Plus une chose est méprisée, plus on s'y attache. - Précepte 170 - Qui ne sait rien ne doute de rien. - Précepte 171 - Si tu es un homme, alors tu ne dois pas abandonner. - Précepte 172 - Je hais mon ego qui oublie son parapluie en plastique à tous les coups. - Précepte 173 - La vie est un examen. - Précepte 174 - Le meilleur moment des vacances d'été, c'est avant qu'elles commencent. - Précepte 175 - il est parfois important d'être seul. |                  |                   |                  |                   |

### Volumes 21 à 30
| no | Japonais         | Japonais          | Français          | Français          |
| no | Date de sortie   | ISBN              | Date de sortie    | ISBN              |
| --- | ---------------- | ----------------- | ----------------- | ----------------- |
| 21 | 4 décembre 2007  | 978-4-08-874445-2 | 1er juillet 2011  | 978-2-5050-1163-7 |
| Tiens-toi droit même si tu as le dos courbé ! Couverture : Terakado O-TsuListe des chapitres : - Précepte 176 - Les plus âgés sont les plus expérimentés. - Précepte 177 - Vieux mais en pleine forme. - Précepte 178 - Lorsque les vacances d'été des enfants commencent, les adultes sont eux aussi tout excités. - Précepte 179 - La beauté est un fruit d'été. - Précepte 180 - Tiens-toi droit même si tu as le dos courbé ! - Précepte 181 - Les hommes boivent du saké tout seuls en observant la lune. - Précepte 182 - Les fleurs poussent aussi sur les arbres morts. - Précepte 183 - Chanceux sont ceux qui peuvent se lever et aller travailler. - Précepte 184 - Les enfants se fichent des sentiments de leurs parents. |                  |                   |                   |                   |
| 22 | 4 février 2008   | 978-4-08-874475-9 | 23 septembre 2011 | 978-2-5050-1229-0 |
| Il faut toujours avoir un tournevis dans son cœur. Couverture : Tôjô AyumuListe des chapitres : - Précepte 185 - Le silence est comme une fleur. - Précepte 186 - Rends ce que tu as emprunté ! - Précepte 187 - Il ne faut pas reposer une assiette une fois qu'on l'a prise. - Précepte 188 - Décaper la cuvette des toilettes permet de faire reluire notre cœur. - Précepte 189 - Les bricoleurs du dimanche n'ont besoin que d'un tournevis cruciforme et d'un tournevis à bout plat. - Précepte 190 - Notre imagination se cultive lorsqu'on est en deuxième année de collège. - Précepte 191 - Dans les jeux vidéo en ligne, les paramètres des joueurs sont à l'opposé de ce qu'ils sont vraiment dans la réalité. - Précepte 192 - Il faut toujours avoir un tournevis dans son cœur. - Précepte 193 - Pourquoi "Prison Break Saison 2" s'appelle-t-il ainsi, alors que les héros se sont déjà évadés de la prison ? |                  |                   |                   |                   |
| 23 | 4 avril 2008     | 978-4-08-874496-4 | 23 septembre 2011 | 978-2-5050-1230-6 |
| Les voyages sont propices aux disputes. Couverture : KanemaruListe des chapitres : - Précepte 194 - Les humains sont tous des évadés d'une cage appelée "soi-même". - Précepte 195 - Il est parfois bon de parler du passé. - Précepte 196 - Les voyages sont propices aux disputes. - Précepte 197 - Les bons à rien sont mauvais en tout. - Précepte 198 - Tout le monde a inévitablement une trace marron dans sa culotte. - Précepte 199 - C'est plus facile à colorier lorsque c'est en superdéformé. - Précepte 200 - Je me fiche de savoir que c'est le deux centième chapitre. - Précepte 201 - Soyons prudents avec les histoires de fantômes. - Précepte 202 - Dans les paquets de cigarettes, il y en a toujours une ou deux qui sentent le crottin de cheval. |                  |                   |                   |                   |
| 24 | 4 juillet 2008   | 978-4-08-874524-4 | 2 décembre 2011   | 978-2-5050-1276-4 |
| On ne peut pas comprendre certaines personnes même après les avoir rencontrées. Couverture : Kijima MatakoListe des chapitres : - Précepte 203 - Certaines choses ne peuvent se dire qu'avec des mots. - Précepte 204 - Certaines choses ne peuvent pas se dire qu'avec des mots. - Précepte 205 - On ne peut pas comprendre certaines personnes avant de les avoir rencontrées. - Précepte 206 - On ne peut pas comprendre certaines personnes même après les avoir rencontrées. - Précepte 207 - Attention à ne pas avaler tout ce qui traîne par terre. - Précepte 208 - On ne peut pas aimer à la fois les chiens et les chats. - Précepte 209 - Ne nous laissons pas emporter par l'alcool. - L'histoire courte "13". |                  |                   |                   |                   |
| 25 | 4 septembre 2008 | 978-4-08-874564-0 | 2 décembre 2011   | 978-2-5050-1277-1 |
| Utiliser des doubles pages, ça fait très style "Jump". Couverture : TsukuyoListe des chapitres : - Précepte 210 - Ne mets pas ton portefeuille dans la poche arrière de ton pantalon. - Précepte 211 - Les belles roses ont des épines. - Précepte 212 - Méfie-toi des types qui ont un parapluie les jours de beau temps. - Précepte 213 - Utiliser des doubles pages, ça fait très style "Jump". - Précepte 214 - Va faire tes besoins avant de te battre. - Précepte 215 - Il est dangereux d'entraver une bagarre. - Précepte 216 - Beaucoup de gens confondent "seins menus" et "seins dodus", car la prononciation de ces mots est proche, mais attention, ce n'est pas du tout pareil ! C'est comme confondre "aventurier" et "avant, tu riais", ou "monde entier" et "mon dentier" ! - Précepte 217 - La vie est une suite de choix. - Précepte 218 - Seule leur mère peut arrêter une dispute entre un frère et une soeur.                                                                                                 |                  |                   |                   |                   |
| 26 | 4 décembre 2008  | 978-4-08-874591-6 | 16 mars 2012      | 978-2-5050-4969-2 |
| Le saké que l'on boit à la lumière du jour a un goût particulier. Couverture : Hôsen Yaô.Liste des chapitres : - Précepte 219 - Les gens qui disent "si ça continue, je vais vraiment me fâcher !" ne se fâchent en fait jamais. - Précepte 220 - Les types les plus sournois sont ceux qui ont le plus beau sourire. - Précepte 221 - Toutes les nuits ont une fin. - Précepte 222 - Les animaux se tiennent debout sur leurs quatre pattes, tandis que les hommes se tiennent droits grâce à leurs deux jambes, leur obstination et leur vanité. - Précepte 223 - Ne crois pas aux promesses faites sur l'oreiller. - Précepte 224 - Ne fais pas confiance aux filles de bar. - Précepte 225 - On a beau brûler une permanente naturelle, cela n'y change rien. - Précepte 226 - Plus on tend la main pour attraper une chose, plus celle-ci s'éloigne. - Précepte 227 - Les liens qui unissent les personnes ont tous une couleur différente. - Précepte 228 - Le saké que l'on boit à la lumière du jour a un goût particulier. |                  |                   |                   |                   |
| 27 | 4 février 2009   | 978-4-08-874629-6 | 21 septembre 2012 | 978-2-5050-4970-8 |
| Le ciel n'a pas créé des hommes au-dessus des hommes, mais des chignons au-dessus de leurs crânes. Couverture : Tokugawa ShigeshigeListe des chapitres : - Précepte 229 - Tous les adultes sont les instructeurs de tous les enfants. - Précepte 230 - Il ne tient qu'à chacun de faire son propre nid. - Précepte 231 - Il n'y a rien de plus ennuyeux au monde que de discuter avec son coiffeur. - Précepte 232 - Le ciel n'a pas créé des hommes au-dessus des hommes, mais des chignons au-dessus de leurs crânes. - Précepte 233 - Remonte ta braguette doucement. - Précepte 234 - Plus un type est mauvais, plus il dort. - Précepte 235 - Lorsqu'on partage un bâtonnet chupet en deux, il vaut mieux avoir le bout avec la tétine : c'est plus facile pour boire. - Précepte 236 - Lors des fêtes d'anniversaire, certaines personnes semblent ne plus être les mêmes. - Précepte 237 - Un enfant qui dort bien grandit bien.                                                                                             |                  |                   |                   |                   |
| 28 | 3 avril 2009     | 978-4-08-874650-0 | 1er mars 2013     | 978-2-5050-4971-5 |
| Entrer dans une échoppe nécessite un certain courage. Couverture : Hijikata ToshirôListe des chapitres : - Précepte 238 - Entrer dans une échoppe nécessite un certain courage. - Précepte 239 - Un endroit où il y a un rassemblement d'hommes se transforme systématiquement en champ de bataille. - Précepte 240 - Si ton ami se blesse, amène-le tout de suite à l'hôpital. - Précepte 241 - Il suffit qu'une mandarine pourrisse pour que toutes les autres mandarines de la cagette pourrissent aussi. - Précepte 242 - Pour un étranger, c'est toi l'étranger. Pour un extraterrestre, c'est toi l'extraterrestre. - Précepte 243 - J'ai beau regarder plusieurs fois "Le Château dans le Ciel", jamais je ne m'en lasse. - Précepte 244 - L'amour ne demande rien en retour. - Précepte 245 - Les bateaux noirs restent somptueux même quand ils coulent. - Précepte 246 - Qui se ressemble s'assemble. |                  |                   |                   |                   |
| 29 | 3 juillet 2009   | 978-4-08-874699-9 | 6 septembre 2013  | 978-2-5050-4972-2 |
| Voir une araignée la nuit porte malheur. Couverture : Roi des globules blancsListe des chapitres : - Précepte 247 - Les polygones aux contours lisses apaisent le cœur des gens. - Précepte 248 - Le corps est un petit univers. - Précepte 249 - Lorsqu'il y a deux héros dans une même équipe, ça provoque le même effet qu'un sort de confusion. - Précepte 250 - L'épopée des idiots. - Précepte 251 - Et la légende fut… - Précepte 252 - Le fouet et les bonbons. - Précepte 253 - Lorsqu'une personne est enfermée, la porte de son cœur s'ouvre. - Précepte 254 - Voir une araignée la nuit porte malheur. - Précepte 255 - Lorsqu'on est pris dans une toile d'araignée, il est difficile de s'en dépêtrer. |                  |                   |                   |                   |
| 30 | 9 septembre 2009 | 978-4-08-874728-6 | 21 mars 2014      | 978-2-5050-4973-9 |
| La grandeur des auréoles est proportionnelle à la grandeur de l'âme. Couverture : JirayaListe des chapitres : - Précepte 256 - Les jolies femmes, on s'en lasse au bout de trois minutes, tandis que les laiderons, on s'y habitue pour toujours. - Précepte 257 - Un simple fil peut provoquer un départ de feu. - Précepte 258 - Un maître ne doit pas mourir avant ses disciples, mais avec eux. - Précepte 259 - Il n'y a rien de plus effrayant qu'un type impulsif en colère. - Précepte 260 - Plus une charge est précieuse, plus elle est lourde et difficile à porter. - Précepte 261 - Rends la pareille à ton prochain dès que tu en as l'occasion. - Précepte 262 - Les femmes et le saké ne font pas bon ménage, fais gaffe ! - Précepte 263 - On a beau grandir, on déteste toujours autant aller chez le dentiste. - Précepte 264 - La grandeur des auréoles est proportionnelle à la grandeur de l'âme. |                  |                   |                   |                   |

### Volumes 31 à 40
| no | Japonais        | Japonais          | Français          | Français          |
| no | Date de sortie  | ISBN              | Date de sortie    | ISBN              |
| --- | --------------- | ----------------- | ----------------- | ----------------- |
| 31 | 4 novembre 2009 | 978-4-08-874749-1 | 19 septembre 2014 | 978-2-5050-6011-6 |
| Les votes de popularité, c'est de la daube ! Couverture : Tsukuyo, Kagura, Shimura O-Tae, Sarutobi Ayame, Yagyû KyûbeiListe des chapitres : - Précepte 265 - Les votes de popularité, c'est de la daube ! - Précepte 266 - Les votes de popularité, foutez-les au feu ! - Précepte 267 - Les votes de popularité, c'est comme un type à qui on a envie de fracasser la tête sur le coin d'une table ! - Précepte 268 - Les votes de popularité… - Précepte 269 - On dit que pour guérir une piqûre de guêpe il faut pisser dessus, mais c'est des conneries. En faisant ça, ça risque de s'infecter, alors faites gaffe !! - Précepte 270 - Attention aux présages de mort ! - Précepte 271 - Il y a des choses que l'on doit protéger, même si pour ça on doit se salir. - Précepte 272 - Une fois qu'un présage de mort est apparu, c'est terminé ! Sayonara ! - Précepte 273 - Les séances de gymnastique à la radio permettent aux petits garçons et aux petites filles de se sociabiliser. |                 |                   |                   |                   |
| 32 | 4 janvier 2010  | 978-4-08-874785-9 | 13 février 2015   | 978-2-5050-6253-0 |
| Le blues des chats errants de Kabuki-chô. Couverture : Ketsuno Christel, GedômaruListe des chapitres : - Précepte 274 - Un journal d'observation doit être tenu jusqu'à la fin. - Précepte 275 - Lorsque tu cherches quelque chose, cherche-le en te mettant à sa hauteur. - Précepte 276 - Quand quelqu'un dit à Shimura "Attention, derrière !", en fait, Shimura a déjà remarqué ce qu'il y a derrière lui !! - Précepte 277 - Être libre ne signifie pas vivre sans lois, mais vivre selon ses propres règles. - Précepte 278 - L'idiot et la queue. - Précepte 279 - Le blues des chats errants de Kabuki-chô. - Précepte 280 - Pour cuisiner, il faut du caractère. - Précepte 281 - Chaque fois que j'entends le mot "Léviathan", je pense bêtement à Sazae-san. - Précepte 282 - Ne te laisse pas abattre par la pluie ! |                 |                   |                   |                   |
| 33 | 2 avril 2010    | 978-4-08-870021-2 | 5 juin 2015       | 978-2-5050-6254-7 |
| Je veux devenir forte et jolie. Couverture : Ketsuno Seimei, Shirino DômanListe des chapitres : - Précepte 283 - Ne te laisse pas abattre par le vent ! - Précepte 284 - Ne te laisse pas abattre par la tempête ! - Précepte 285 - Ne te laisse pas abattre par une lance ! - Précepte 286 - Ne te laisse pas abattre par une météorite ! - Précepte 287 - Ne te laisse pas abattre par le démon ! - Précepte 288 - Quelle que soit la situation, ne perds jamais ton sourire ! - Précepte 289 - Je veux devenir forte et jolie. - Précepte 290 - Le rouge du Père Noël est la couleur du sang. - Précepte 291 - Le Père Noël n'apporte pas des cadeaux, mais des rêves. |                 |                   |                   |                   |
| 34 | 30 avril 2010   | 978-4-08-870047-2 | 2 octobre 2015    | 978-2-5050-6255-4 |
| Les villes dangereuses sont pleines de gens farfelus. Couverture : Chin PirakoListe des chapitres : - Précepte 292 - Les êtres humains sont tous des pères Noël. - Précepte 293 - Mangeons équilibré ! - Précepte 294 - Écrivez vos cartes de nouvel an au pinceau ! - Précepte 295 - Du cœur plutôt que des chocolats. - Précepte 296 - C'est pas facile d'être une jolie fille qui sert à attirer les clients. - Précepte 297 - Les villes dangereuses sont pleines de gens farfelus. - Précepte 298 - Si tu restes au milieu des poubelles, tu sentiras mauvais. - Précepte 299 - Quand Joe Odagiri se décidera-t-il pour sa coupe de cheveux ? Et quand la suite de "Shenmu" sortira-t-elle ? - Précepte 300 - Les fantômes ne sont pas les seuls à s’exciter autour des tombes. |                 |                   |                   |                   |
| 35 | 4 août 2010     | 978-4-08-870086-1 | 11 décembre 2015  | 978-2-5050-6261-5 |
| Salut, l'ami ! Couverture : Doromizu JirochôListe des chapitres : - Précepte 301 - Les jeunes gens voient les vieilles personnes mourir tandis que les vieilles personnes voient les jeunes gens vivre. - Précepte 302 - Les chaînes d'un homme. - Précepte 303 - Des liens indestructibles même après une trentaine de tomes. - Précepte 304 - Une ville en fer. - Précepte 305 - Lorsqu'un vieux et une jeune fille sont ensemble, on s'imagine plein de choses. - Précepte 306 - Tenaces, effrontés, déterminés et flexibles. - Précepte 307 - Le combat des singes. - Précepte 308 - La pipe et le jitte. - Précepte 309 - Salut, l'ami ! |                 |                   |                   |                   |
| 36 | 4 octobre 2010  | 978-4-08-870111-0 | 4 mars 2016       | 978-2-5050-6607-1 |
| Un nom à la mords-moi-le-nœud. Couverture : Kagura, mère de l'ermite Tôyako, ermite Tôyako, Sakata Gintoki, Shimura ShinpachiListe des chapitres : - Précepte 310 - Les filous au pays des merveilles. - Précepte 311 - Pair ou impair ? - Précepte 312 - Les supertechniques dans les jeux vidéo, c'est toujours méga relou pour arriver à les sortir ! - Précepte 313 - Nous sommes tous des guerriers qui luttons contre le destin. - Précepte 314 - Un nom à la mords-moi-le-nœud. - Précepte 315 - Un nom va souvent de pair avec celui qui le porte. - Précepte 316 - La première fois qu'on se rend à des funérailles, on est surpris de voir les autres invités radieux. - Précepte 317 - Il faut toujours voir les choses une deuxième fois pour être sûrs que nos yeux ne nous ont pas trompés. - Précepte 318 - Les lunettes dévoilent une partie de l'âme de leur propriétaire. |                 |                   |                   |                   |
| 37 | 3 décembre 2010 | 978-4-08-870145-5 | 10 juin 2016      | 978-2-5050-6610-1 |
| Tout le monde semble un peu plus adulte à la fin des vacances d'été. Couverture : Kagura, Sakata Gintoki, Shimura ShinpachiListe des chapitres : - Précepte 319 - Zzzz… - Précepte 320 - Les bourreaux d'assassins contre les assassins des bourreaux d'assassins. - Précepte 321 - Même avec des lunettes, il y a des choses qu'on ne peut voir. - Précepte 322 - Jamais deux sans trois. - Précepte 323 - Quand "piscine" rime avec "poitrines". - Précepte 324 - Tout le monde semble un peu plus adulte à la fin des vacances d'été. - Précepte 325 - Tout le monde semble plus adulte également à la fin des vacances d'hiver. - Précepte 326 - Tout le monde semble un chouia plus adulte également après les nombreux jours fériés de mai. - Précepte 327 - Les soirées aux chandelles sortent un peu de l'ordinaire. - Précepte 328 - Les pinces de crabe excellent dans l'art de briser les liens. |                 |                   |                   |                   |
| 38 | 4 février 2011  | 978-4-08-870176-9 | 1er juillet 2016  | 978-2-5050-6615-6 |
| Dur, dur, d'être un daron ! Couverture : Kondô Isao , Sakata Gintoki , Hijikata Toshirô , Tsukuyo, Sarutobi Ayame , Hasegawa TaizôListe des chapitres : - Précepte 329 - Dur, dur, d'être un daron ! - Précepte 330 - Contrairement aux idées reçues, les vieux darons ont un cœur d'or. - Précepte 331 - Même pour les adultes, les voyages éducatifs sont l'occasion d'apprendre beaucoup de choses. - Précepte 332 - Une visite d'usine, c'est comme une bonne cuite: on n'en garde aucun souvenir. - Précepte 333 - Les gens finissent par s'approprier ce qu'ils ont emprunté sans même s'en rendre compte. - Précepte 334 - Les bains publics dévoilent complètement les corps et les esprits. - L'histoire courte "le revenant du lycée de Bankara". |                 |                   |                   |                   |
| 39 | 4 avril 2011    | 978-4-08-870208-7 | 9 septembre 2016  | 978-2-5050-6638-5 |
| Même si un pot de fin d'année sert à oublier ce qui s'est passé durant un an, il y a des choses qui ne s'oublient pas. Couverture : Sakata Gintoki, O-Tose, Shimura O-Tae, Sarutobi Ayame , Tsukuyo, Yagyû KyûbeiListe des chapitres : - Précepte 335 - Qu'en matière de shampooings l'on préfère Vidal Sassoon, Tsubaki ou Timotei, quand on se lave le dos, on est tous pareils. - Précepte 336 - Même si un pot de fin d'année sert à oublier ce qui s'est passé durant un an, il y a des choses qui ne s'oublient pas. - Précepte 337 - Je vais bien, tout va bien… - Précepte 338 - Attention aux filles d'à côté. - Précepte 339 - Il vaut mieux oublier pour vivre que vivre pour oublier. - Précepte 340 - Dans la deuxième saison de la série "Prison Break", les protagonistes se sont déjà échappés du pénitencier , mais comme cette foutue société est une prison, on peut dire que la série porte toujours bien son nom. - Précepte 341 - Tout le monde porte des pyjamas. - Précepte 342 - Je vais tous vous jeter au mitard ! - Précepte 343 - La pilule bleue ou la pilule rouge ? |                 |                   |                   |                   |
| 40 | 4 juillet 2011  | 978-4-08-870237-7 | 18 novembre 2016  | 978-2-5050-6641-5 |
| Tout n'est qu'amour dans ce monde. Couverture : Sakata Gintoki , Shimura Shinpachi, Kondô IsaoListe des chapitres : - Précepte 344 - Emmenez-moi faire du ski ! - Précepte 345 - On a beau s'appliquer à construire un igloo, le jour suivant, il sera réduit en miettes par le premier morveux venu. - Précepte 346 - Les vacances entre collègues ne sont pas une sinécure. - Précepte 347 - L'amour ne connaît pas de limites. - Précepte 348 - Après tout, l'amour n'est qu'une chimère. - Précepte 349 - Savoir aimer, c'est donner sans chercher à recevoir. - Précepte 350 - Tout n'est qu'amour dans ce monde. - Précepte 351 - Trouver un titre à ce chapitre me gonfle autant que réfléchir à l'intitulé d'un e-mail. - Précepte 352 - Les messagers de la zone sans réseau. |                 |                   |                   |                   |

### Volumes 41 à 50
| no | Japonais         | Japonais          | Français         | Français          |
| no | Date de sortie   | ISBN              | Date de sortie   | ISBN              |
| --- | ---------------- | ----------------- | ---------------- | ----------------- |
| 41 | 2 septembre 2011 | 978-4-08-870283-4 | 6 janvier 2017   | 978-2-5050-6773-3 |
| Je ne te laisserai pas me dire adieu. Couverture : Kagura, Katsura Kotarô, Sakata Gintoki , Sakamoto Tatsuma, FumikoListe des chapitres : - Précepte 353 - Les histoires illustrées et les rêves se terminent de la même manière. - Précepte 354 - Ceux qu'on croyait avoir oubliés se pointent toujours au moment où on s'y attend le moins. - Précepte 355 - Les chroniques de l'odyssée de l'espace. - Précepte 356 - Si tu es un homme, tu devrais aller dans un cockpit au moins une fois dans ta vie. - Précepte 357 - La tirelire et la poubelle. - Précepte 358 - Une planète vide. - Précepte 359 - À la guerre comme aux affaires ! - Précepte 360 - Je ne te laisserai pas me dire adieu. - Précepte spécial - N'oubliez jamais qu'ils ont osé faire un cross-over entre "Alien" et "Prédator". |                  |                   |                  |                   |
| 42 | 4 novembre 2011  | 978-4-08-870303-9 | 3 mars 2017      | 978-2-5050-6701-6 |
| La lettre du sauvageon. Couverture : Imai Nobume, Sasaki IsaburoListe des chapitres : - Précepte 361 - Un manga est une toile dont le pinceau n'est autre que la vie de son auteur. - Précepte 362 - Si quelqu'un vous demande quelle revue de mangas vous préférez entre "Koro Koro" et "Bonbon", répondez-lui que rien ne vaut le magazine "Wanpakku". - Précepte 363 - On a tous un host qui sommeille en nous. - Précepte 364 - Les filles préfèrent Végéta, et les garçons, Piccolo. - Précepte 365 - Check it out !! - Précepte 366 - Qu'il soit sympa ou stupide, un petit frère apporte toujours son lot de désagréments. - Précepte 367 - Une épine dans le rouage. - Précepte 368 - Le sauvageon et le fils pourri gâté. - Précepte 369 - Le festival des sales gosses. - Précepte 370 - La lettre du sauvageon. |                  |                   |                  |                   |
| 43 | 3 février 2012   | 978-4-08-870360-2 | 19 mai 2017      | 978-2-5050-6702-3 |
| Quelqu'un qui a les cheveux naturellement raides ne peut pas être mauvais ! Couverture : Sakata KintokiListe des chapitres : - Précepte 371 - "Qui veut devenir un madaonaire ?" - Précepte 372 - Kintama premier précepte: Quelqu'un qui a les cheveux naturellement raides ne peut pas être mauvais ! - Précepte 373 - Kintama deuxième précepte: Quelqu'un qui a les cheveux naturellement raides ne peut pas être mauvais ! (suite) - Précepte 374 - Kintama troisième précepte: Argent (Gintoki) et or (Kintoki). - Précepte 375 - Kintama quatrième précepte: Les boules de Kin. - Précepte 376 - Kintama cinquième précepte: Quand le mot "ami" se lit "ennemi". - Précepte 377 - Kintama sixième précepte: Quand le mot "ennemi" se lit "ami". - Précepte 378 - Kintama septième précepte: Quand les souvenirs sont aussi résistants que l'acier. - Précepte 379 - Kintama précepte final: Qu'est-ce qu'un héros ? - Précepte 380 - Mantama premier précepte: Le sabre d'un homme. |                  |                   |                  |                   |
| 44 | 4 avril 2012     | 978-4-08-870387-9 | 2 juin 2017      | 978-2-5050-6932-4 |
| Quand une courtisane inverse les rôles. Couverture : Tokugawa SoyoListe des chapitres : - Précepte 381 - On devrait offrir les cadeaux de Noël avant l'heure. - Précepte 382 - Quand les étrennes du nouvel an servent de prétexte à des blagues scabreuses. - Précepte 383 - Quand tu dors dans un kotatsu, prends garde à ne pas te cramer les bijoux de famille ! - Précepte 384 - C'est en espionnant qu'un espion tombe amoureux. - Précepte 385 - Même si tu présentes l'homme idéal ou la femme parfaite à tes parents, ils ne l'apprécieront pas. - Précepte 386 - Quand une courtisane inverse les rôles. - Précepte 387 - Non, pas papi !! - Précepte 388 - Dans le palais !! - Précepte 389 - Dans les soirées pyjama, c'est toujours celui qui s'endort le premier qui va faire un sale coup aux autres. |                  |                   |                  |                   |
| 45 | 4 juillet 2012   | 978-4-08-870428-9 | 8 septembre 2017 | 978-2-5050-6933-1 |
| La fidélité de deux amants. Couverture : OboroListe des chapitres : - Précepte 390 - S'emparer du pouvoir semble bien plus excitant que l'obtenir simplement. - Précepte 391 - Les cinq doigts d'une main. - Précepte 392 - Le soleil et la lune. - Précepte 393 - La purge. - Précepte 394 - Tous logés à la même enseigne. - Précepte 395 - Enfer et paradis. - Précepte 396 - La fidélité de deux amants. - Précepte 397 - Le pays des samouraïs. - Précepte 398 - Deux démons. - Précepte 399 - La lune éternelle. |                  |                   |                  |                   |
| 46 | 4 octobre 2012   | 978-4-08-870496-8 | 17 novembre 2017 | 978-2-5050-6934-8 |
| Le son émis par un laser peut atteindre le cœur de tous ceux qui l'entendent. Couverture : Obi HajimeListe des chapitres : - Précepte 400 - La nourriture pour chien a moins de goût qu'on pourrait le penser. - Précepte 401 - Contrairement aux idées reçues, la nourriture pour chien peut servir d'amuse-gueule. - Précepte 402 - Le son émis par un laser peut atteindre le cœur de tous ceux qui l'entendent. - Précepte 403 - Le malheur vient toujours frapper à la porte des gens heureux. - Précepte 404 - Deux grands frères. - Précepte 405 - À chacun sa dignité. - Précepte 406 - Nous ne voulons pas être frangins, pauvre tache ! - Précepte 407 - Shinboy et Hajime. - Précepte 408 - La doctrine de l'art du sabre laser. - Précepte 409 - De l'alcool, de l'essence, du rire et des larmes. |                  |                   |                  |                   |
| 47 | 4 décembre 2012  | 978-4-08-870532-3 | 19 janvier 2018  | 978-2-5050-7023-8 |
| Un mangaka a besoin d'un seul responsable éditorial. Couverture : Sakata Gintoki, ShachiListe des chapitres : - Précepte 410 - Un mangaka a besoin d'un seul responsable éditorial. - Précepte 411 - Un été aussi chaud qu'un supercrame. - Précepte 412 - Amen. - Précepte 413 - Doux Jésus !! - Précepte 414 - Sombre crétin !! - Précepte 415 - Dur, dur d'être un leader ! - Précepte 416 - Les gens qui ont de grosses narines débordent d'imagination. - Précepte 417 - Il vaut mieux se souvenir des gens que retenir des dates. - Précepte 418 - Que tu sois beau ou moche, un miroir te montre tel que tu es. |                  |                   |                  |                   |
| 48 | 4 février 2013   | 978-4-08-870615-3 | 16 février 2018  | 978-2-5050-7014-6 |
| Enflamme ton cœur ! Couverture : Murata TetsukoListe des chapitres : - Précepte 419 - Enflamme ton cœur ! - Précepte 420 - L'escalier qui conduit à l'âge adulte ne sert pas qu'à nous mener plus haut. - Précepte 421 - L'amour et l'affection parentale. - Précepte 422 - Le père chauve, le père aux cheveux blancs et le père aux binocles. - Précepte 423 - Personne n'aime la photo qui figure sur son permis. - Précepte 424 - 3 000 lieues parcourues à la recherche d'un fourreau. - Précepte 425 - Sadique contre sadique. - Précepte 426 - Les katanas comme les crétins n'ont une utilité que lorsqu'ils sont bien manipulés. - Précepte 427 - En réalité, les étrons en forme de glace à l'italienne ne doivent pas faire plus de deux tours. |                  |                   |                  |                   |
| 49 | 2 mai 2013       | 978-4-08-870647-4 | 20 avril 2018    | 978-2-5050-7016-0 |
| Un bol de râmen. Couverture : Nishiki IkumatsuListe des chapitres : - Précepte 428 - Le sabre le plus puissant et le katana le plus faible. - Précepte 429 - Le fourreau invisible. - Précepte 430 - La différence entre un jeu formidable et un jeu fort minable est aussi fine que ce jeu de mots. - Précepte 431 - Un bol de râmen. - Précepte 432 - Un croûton de pain. - Précepte 433 - Une famille. - Précepte 434 - La mode change en moins de temps qu'il n'en faut pour prononcer ce mot. - Précepte 435 - Toutes les réponses se trouvent sur le terrain. - Précepte 436 - Quand on regarde un nouveau sentai, on a l'impression qu'on ne pourra jamais s'y faire, mais lorsque arrive le dernier épisode, on ne veut pas que ça s'arrête. |                  |                   |                  |                   |
| 50 | 4 juillet 2013   | 978-4-08-870682-5 | 22 juin 2018     | 978-2-5050-7017-7 |
| 9 + 1 = Jûbei Yagyû. Couverture : Sakata GinkoListe des chapitres : - Précepte 437 - 9 + 1 = Jûbei Yagyû. - Précepte 438 - Je pense que je peux être belle et faire des mangas. - Précepte 439 - Les calories se pointent dès qu'on les a oubliées. - Précepte 440 - Affection, chagrin, virilité et féminité. - Précepte 441 - 10 - 1 = - Précepte 442 - Les plumes G-pen sont capricieuses, et les plumes Maru-pen n'en font qu'à leur tête. - Précepte 443 - Les mères mettent trop de nourriture dans les bentô si bien que tous les aliments qui se trouvent dans la boîte se retrouvent un peu écrasés. - Précepte 444 - Les lunettes de soleil de la vie et de la mort. - Précepte 445 - Hanakuso Diamond |                  |                   |                  |                   |

### Volumes 51 à 60
| no | Japonais         | Japonais          | Français        | Français          |
| no | Date de sortie   | ISBN              | Date de sortie  | ISBN              |
| --- | ---------------- | ----------------- | --------------- | ----------------- |
| 51 | 4 septembre 2013 | 978-4-08-870802-7 | 31 août 2018    | 978-2-5050-7163-1 |
| L'honneur des starlettes. Couverture : Kagura, Terakado O-TsuListe des chapitres : - Précepte 446 - Lave-toi les paluches avant de serrer la main à quelqu'un. - Précepte 447 - On ne peut pas égratigner un diamant. - Précepte 448 - L'épopée des pétasses. - Précepte 449 - L'honneur des starlettes. - Précepte 450 - Vues des cieux, les cinquante années que dure une vie humaine ne sont rien d'autre qu'une loterie illusoire. - Précepte 451 - Vues des cieux, les cinquante années que dure une vie humaine ne sont rien d'autre qu'un rêve avec pleins de punks. - Précepte 452 - Il est toujours difficile de s'intégrer dans une soirée de retrouvailles quand on arrive à la bourre. - Précepte 453 - Dans les soirées de retrouvailles ressurgissent les souvenirs qu'on aurait voulu oublier pour toujours. - Précepte 454 - Une soirée de retrouvailles entre une ombre et des démons. - Précepte 455 - On peut peut-être planquer ses magazines érotiques, mais on ne peut pas cacher - - - -. |                  |                   |                 |                   |
| 52 | 4 décembre 2013  | 978-4-08-870834-8 | 5 octobre 2018  | 978-2-5050-7373-4 |
| Le Shinigami Asaemon et le Shinigami Yaemon. Couverture : Ikeda AsaemonListe des chapitres : - Précepte 456 - Le phénix renaît toujours de ses cendres. - Précepte 457 - Sous-estimer les concepts de départ peut se révéler fatal. - Précepte 458 - Quand on fait semblant d'être malade, on s'expose à toutes sortes de maladies. - Précepte 459 - Les adieux doivent toujours être brefs. - Précepte 460 - L'amour, c'est comme un piège à cafards. - Précepte 461 - Cache ton visage, mais pas ton cœur. - Précepte 462 - Il ne s'est rien passé durant l'été 2013. - Précepte 463 - Tous les personnages qui portent des vêtements blancs meurent couverts de sang. - Précepte 464 - Le Shinigami Asaemon et le Shinigami Yaemon. - Précepte 465 - Être humain ou démon ? |                  |                   |                 |                   |
| 53 | 4 février 2014   | 978-4-08-880006-6 | 7 décembre 2018 | 978-2-5050-7189-1 |
| Adieu, Shinigami. Couverture : Sakata Gintoki, Hijikata ToshirôListe des chapitres : - Précepte 466 - Hijikata a disparu au bout de la route de la mayonnaise. - Précepte 467 - Okita a disparu au bout de la route du sadisme. - Précepte 468 - Yaemon Ikeda. - Précepte 469 - Adieu, Shinigami. - Précepte 470 - Je suis un grand adepte de mayonnaise, et lui, il adore les sucreries. - Précepte 471 - J'ai une frange en V, et lui, une permanente naturelle. - Précepte 472 - Je suis la boule droite, et lui, la boule gauche. - Précepte 473 - Je suis un chef non qualifié, lui aussi. - Précepte 474 - Je porte des lunettes de vue, et lui, des lunettes de soleil. - Précepte 475 - Toi et moi sommes des leaders. - Précepte 476 - J'appartiens à l'Agence à tout faire, et lui, au Shinsengumi. |                  |                   |                 |                   |
| 54 | 2 mai 2014       | 978-4-08-880041-7 | 15 février 2019 | 978-2-5050-7238-6 |
| Ouvre toujours ta sacoche comme si elle contenait 50 millions de yens. Couverture : Sakamoto TatsumaListe des chapitres : - Précepte 477 - Ouvre toujours ta sacoche comme si elle contenait 50 millions de yens. - Précepte 478 - N'oublie jamais de mettre un sac à vomi dans ta sacoche. - Précepte 479 - Le vrai commerce. - Précepte 480 - Ouvre toujours ta sacoche comme si elle contenait un caillou. - Précepte 481 - Les essais-mangas sont simples à dessiner. - Précepte 482 - Quand voleur rime avec malheur. - Précepte 483 - Les deux singes. - Précepte 484 - Les pauses n'arrivent jamais au bon moment. - Précepte 485 - On ne peut pas tout nettoyer avec un bâton de nettoyage. - Précepte 486 - Dans notre monde, il existe deux types d'hommes : ceux qui hurlent des noms d'attaques spéciales et les autres. |                  |                   |                 |                   |
| 55 | 4 juillet 2014   | 978-4-08-880135-3 | 19 avril 2019   | 978-2-5050-7239-3 |
| En hiver ou au printemps. Couverture : Saitô ShimaruListe des chapitres : - Précepte 487 - Les photos d'identité prouvent à quel point la réalité est cruelle. - Précepte 488 - Afro à la vie, à la mort ! - Précepte 489 - Les coupes afros de l'amour et de la haine. - Précepte 490 - Les afros de la justice et de la traîtrise. - Précepte 491 - Le loup afro et Hashira Afro. - Précepte 492 - Un endroit sans amour est un endroit sans vie. - Précepte 493 - Au paradis, les beautés ne sont pas mieux traitées que les laiderons. - Précepte 494 - Des bêtes sauvages. - Précepte 495 - La fleur éternelle. - Précepte 496 - En hiver ou au printemps. |                  |                   |                 |                   |
| 56 | 3 octobre 2014   | 978-4-08-880172-8 | 7 juin 2019     | 978-2-5050-7240-9 |
| Le shogun de l'ombre et le shogun de la lumière. Couverture : KamuiListe des chapitres : - Précepte 497 - Le roi du mal est comme le fer. Il faut le battre pendant qu'il est encore chaud. - Précepte 498 - Une pluie d'huile. - Précepte 499 - Les lunettes reflètent une partie de notre âme. - Précepte 500 - Est-ce que tout le monde perçoit le monde de la même façon ? - Précepte 501 - Les esprits gardiens sont une partie de notre esprit. - Précepte 502 - Le shogun de l'ombre et le shogun de la lumière. - Précepte 503 - Les imprévus sont plus nombreux qu'on a tendance à le penser. - Précepte 504 - Le rôle du shogun et le devoir des ninjas. - Précepte 505 - Un méchant et un policier. - Précepte 506 - Le pays des shinobis. |                  |                   |                 |                   |
| 57 | 5 janvier 2015   | 978-4-08-880209-1 | 30 août 2019    | 978-2-5050-7592-9 |
| Les bons samaritains de l'Agence à tout faire. Couverture : AbutoListe des chapitres : - Précepte 507 - Des pistolets à eau en acier trempé. - Précepte 508 - La province des shinobis. - Précepte 509 - La cicatrice. - Précepte 510 - Les samouraïs et les ninjas. - Précepte 511 - Les cinq derniers protecteurs. - Précepte 512 - La requête. - Précepte 513 - Chez nous. - Précepte 514 - Les bons samaritains de l'Agence à tout faire. - Précepte 515 - Une bataille pour un pays et une querelle entre un frère et une sœur. |                  |                   |                 |                   |
| 58 | 3 avril 2015     | 978-4-08-880328-9 | 18 octobre 2019 | 978-2-5050-7593-6 |
| Adieu, cher ami. Couverture : Yoshida ShôyôListe des chapitres : - Précepte 516 - Deux bons à rien. - Précepte 517 - Des samouraïs à leur manière. - Précepte 518 - Le poing. - Précepte 519 - Ennemis. - Précepte 520 - Gintoki Sakata de l'école Shôka Sonjuku. - Précepte 521 - Après la guerre, les corbeaux croassent sur le champ de bataille. - Précepte 522 - Les disciples de Shôyô. - Précepte 523 - Résistance. - Précepte 524 - Adieu, cher ami. |                  |                   |                 |                   |
| 59 | 4 juin 2015      | 978-4-08-880364-7 | 6 décembre 2019 | 978-2-5050-7594-3 |
| Trois coupes de saké. Couverture : Okita Sôgo, Kondô Isao, Hijikata ToshirôListe des chapitres : - Précepte 525 - Trois coupes de saké. - Précepte 526 - Le jour où le démon a pleuré. - Précepte 527 - Les nouveaux et les anciens. - Précepte 528 - Les héros se font toujours attendre. - Précepte 529 - T'as oublié un truc ? - Précepte 530 - Le shogun et les partisans du mouvement Jôi. - Précepte 531 - L'évasion. - Précepte 532 - La sauterie. - Précepte 533 - Les chiens errants. |                  |                   |                 |                   |
| 60 | 4 août 2015      | 978-4-08-880445-3 | 28 février 2020 | 978-2-5050-8409-9 |
| Le chemin de la vérité. Couverture : UtsuroListe des chapitres : - Précepte 534 - La règle d'or de la surveillance. - Précepte 535 - L'article 47 du règlement intérieur du Shinsengumi. - Précepte 536 - Les deux capitaines. - Précepte 537 - Quel nom ? - Précepte 538 - Le chemin de la vérité. - Précepte 539 - Votre message n'a pas pu être envoyé. - Précepte 540 - Le rôle du méchant. - Précepte 541 - La planète de la liberté. - Précepte 542 - Le Shinigami. |                  |                   |                 |                   |

### Volumes 61 à 70
| no | Japonais         | Japonais          | Français         | Français          |
| no | Date de sortie   | ISBN              | Date de sortie   | ISBN              |
| --- | ---------------- | ----------------- | ---------------- | ----------------- |
| 61 | 4 novembre 2015  | 978-4-08-880498-9 | 12 juin 2020     | 978-2-5050-8410-5 |
| Adieu, Shinsengumi. Couverture : Okita Sôgo, Kondô Isao, Hijikata ToshirôListe des chapitres : - Précepte 543 - Le signal de fumée. - Précepte 544 - Les souvenirs gravés dans le sabre. - Précepte 545 - Karma. - Précepte 546 - La dernière adresse e-mail. - Précepte 547 - La même erreur. - Précepte 548 - La pilule oubliée. - Précepte 549 - Nobume. - Précepte 550 - Adieu, Shinsengumi (1re partie). - Précepte 551 - Adieu, Shinsengumi (2e partie). |                  |                   |                  |                   |
| 62 | 4 janvier 2016   | 978-4-08-880579-5 | 3 juillet 2020   | 978-2-5050-8411-2 |
| Les sales gosses d'antan. Couverture : MutsuListe des chapitres : - Précepte 552 - L'enfant de deux monstres. - Précepte 553 - Le dernier jour du Kiheitai. - Précepte 554 - Les veines du dragon. - Précepte 555 - La demande de congés. - Précepte 556 - Des choses inutiles. - Précepte 557 - Les sales gosses d'antan. - Précepte 558 - Le pays natal. - Précepte 559 - L'atmosphère. - Précepte 560 - La dernière lame. - Précepte 561 - Le chant des guerriers. |                  |                   |                  |                   |
| 63 | 4 mars 2016      | 978-4-08-880624-2 | 23 octobre 2020  | 978-2-5050-8413-6 |
| Gâteaux et petit déjeuner. Couverture : Démon GrasListe des chapitres : - Précepte 562 - Le prince de la folie. - Précepte 563 - Kotarô, le pro de l'évasion. - Précepte 564 - Zura. - Précepte 565 - Les jouets. - Précepte 566 - Deux abrutis. - Précepte 567 - Possession. - Précepte 568 - Le vaisseau vide. - Précepte 569 - L'instant des bretteurs. - Précepte 570 - Du plus profond des entrailles. - Précepte 571 - Gâteaux et petit déjeuner. |                  |                   |                  |                   |
| 64 | 2 mai 2016       | 978-4-08-880668-6 | 19 février 2021  | 978-2-5050-8414-3 |
| Les amis d'antan et ceux d'aujourd'hui. Couverture : KôkaListe des chapitres : - Précepte 572 - Un endroit où mourir. - Précepte 573 - Dix années. - Précepte 574 - Le chemin. - Précepte 575 - Les amis d'antan et ceux d'aujourd'hui. - Précepte 576 - Deux mâles. - Précepte 577 - Le pleurnichard. - Précepte 578 - Des crapauds au fond d'un puits. - Précepte 579 - La maîtresse de Kôan. - Précepte 580 - Une fleur fanée. |                  |                   |                  |                   |
| 65 | 4 août 2016      | 978-4-08-880748-5 | 19 février 2021  | 978-2-5050-8415-0 |
| Frère et sœur. Couverture : Kôka, Kagura, Kamui, UmibôzuListe des chapitres : - Précepte 581 - Le lapin perdu. - Précepte 582 - Le cristal. - Précepte 583 - Le bras droit. - Précepte 584 - Le plus fort. - Précepte 585 - Le titre. - Précepte 586 - Au fond. - Précepte 587 - Fou à lier. - Précepte 588 - La planète bleue. - Précepte 589 - Frère et sœur. |                  |                   |                  |                   |
| 66 | 4 novembre 2016  | 978-4-08-880803-1 | 23 avril 2021    | 978-2-5050-8900-1 |
| Même si une permanente naturelle est malmenée, elle finira toujours par se remettre en place. Couverture : Yoshida Shôyô, Takasugi Shinsuke, Katsura Kotarô, Sakata Gintoki , OboroListe des chapitres : - Précepte 590 - Le premier disciple. - Précepte 591 - L'esprit et le sang. - Précepte 592 - Complainte. - Précepte 593 - Deux Utsuro. - Précepte 594 - La libération. - Précepte 595 - L'espoir. - Précepte 596 - Même si une permanente naturelle est malmenée, elle finira toujours par se remettre en place (1re partie). - Précepte 597 - Même si une permanente naturelle est malmenée, elle finira toujours par se remettre en place (2e partie). - Précepte 598 - Tout le monde a un terminal dans l'entrejambe. |                  |                   |                  |                   |
| 67 | 31 décembre 2016 | 978-4-08-880884-0 | 2 juillet 2021   | 978-2-5050-8901-8 |
| Ceux qui portent un bandeau frontal veulent réussir leurs examens. Couverture : EnshôListe des chapitres : - Précepte 599 - Les condiments doivent être consommés avec modération. - Précepte 600 - Quand ton ventre est mis à rude épreuve, c'est toujours ton anus qui cède le premier. - Précepte 601 - Si vous avez raté le jump de la semaine dernière, lisez celui-ci avec beaucoup d'attention. - Précepte 602 - Les jeunes délinquants ont les cheveux longs. - Précepte 603 - Les ninjas et les crétins apprécient les endroits en hauteurs. - Précepte 604 - La différence entre la ténacité et l'obstination est aussi fines qu'une feuille de papiers. - Précepte 605 - Ceux qui portent un bandeau frontal veulent réussir leurs examens. - Précepte 606 - Ceux qui pressent les autres d'arrêter de fumer ne peuvent pas se passer de tabac pendant très longtemps. - Précepte 607 - Les fringues de la marque Esprit ne portent pas ce nom par hasard. |                  |                   |                  |                   |
| 68 | 4 avril 2017     | 978-4-08-881046-1 | 20 août 2021     | 978-2-5050-8902-5 |
| On a toujours tendance à oublier le fils cadet. Couverture : Shijaku, Prince Hata, DragoniaListe des chapitres : - Précepte 608 - Le Jump paraît le lundi, le Magazine et le Sunday le mercredi. - Précepte 609 - Les vieillards gardent ce qu'ils ne doivent pas oublier dans leurs rides. - Précepte 610 - Les humains sont des machines qui se souviennent de ce qui est inutile. - Précepte 611 - Il n'y a rien de pire qu'un patron qui aime les sauteries. - Précepte 612 - Nous sommes une partie de l'univers, nous sommes l'univers. - Précepte 613 - Les hommes ne doivent pas vivre longtemps, mais intensément. - Précepte 614 - On a toujours tendance à oublier le fils cadet. - Précepte 615 - Vous devez prendre soin de tout ce qui ressemble à des boules. - Précepte 616 - La crasse a une jolie couleur. - Précepte 617 - Les gens plus petit, comme Issun Bôshi, sont la principale faiblesse des démons. |                  |                   |                  |                   |
| 69 | 4 juillet 2017   | 978-4-08-881187-1 | 1er octobre 2021 | 978-2-5050-8903-2 |
| Comme les gens ont tendance à vous détester si vous leur parlez de vos vieux exploits, il vaut mieux laisser quelqu'un d'autre les raconter à votre place. Couverture : Doromizu Jirochô, O-Tose, Tatsugorô TeradaListe des chapitres : - Précepte 618 - Il n'y a rien de plus pratique qu'une bûche, puisqu'elle peut servir à faire une arme, une maison ou un moyen de transport. - Précepte 619 - Quand on joue à chat, plus le chat est rapide, plus la partie est excitante ! - Précepte 620 - Il ne faut être ni trop lent ni trop rapide. - Précepte 621 - Attention à la table de 7 ! - Précepte 622 - Les bonbons offerts par les personnes âgées sont spéciaux. - Précepte 623 - Comme les gens ont tendance à vous détester si vous leur parlez de vos vieux exploits, il vaut mieux laisser quelqu'un d'autre les raconter à votre place. - Précepte 624 - Même les pieds ont des doigts. - Précepte 625 - Il faut toujours définir un budget à ne pas dépasser pour pouvoir prendre du plaisir à faire des paris sans penser à la victoire ou à la défaite. - Précepte 626 - À quel point les prix du Jump ont-ils augmenté ? - Précepte 627 - La paix et la destruction constituent les deux faces d'une même pièce. |                  |                   |                  |                   |
| 70 | 4 octobre 2017   | 978-4-08-881207-6 | 3 décembre 2021  | 978-2-5050-8904-9 |
| Celui qui fait le bien en commettant le mal. Couverture : Sakata Gintoki, HedoroListe des chapitres : - Précepte 628 - Si vous ne parvenez pas à ouvrir un pot de confiture, essayez de retirer le couvercle avec des gants en vinyle. - Précepte 629 - Un bon raisonnement doit être logique. - Précepte 630 - On comprend ce qu'est le bushido une seconde avant de mourir. - Précepte 631 - Quand l'abandon est vital. - Précepte 632 - Celui qui fait le bien en commettant le mal. - Précepte 633 - Les personnes joueuses et les gens sages sont les deux faces d'une même pièce. - Précepte 634 - Les lapins bondissent très haut les soirs de pleine lune. - Précepte 635 - Quand on est poli, on dit que c'est ancien, sinon on dit que c'est pourri. - Précepte 636 - Pas besoin de la respiration Qi Gong pour avoir le kiki tout dur. |                  |                   |                  |                   |

### Volumes 71 à 77
| no | Japonais        | Japonais          | Français        | Français          |
| no | Date de sortie  | ISBN              | Date de sortie  | ISBN              |
| --- | --------------- | ----------------- | --------------- | ----------------- |
| 71 | 4 décembre 2017 | 978-4-08-881226-7 | 18 février 2022 | 978-2-5051-1459-8 |
| Rendre intéressant un monde sans intérêt. Couverture : Takechi Henpeita, Kijima Matako, Takasugi Shinsuke, Kawakami BansaiListe des chapitres : - Précepte 637 - Faites bien attention à ne pas planter trop de drapeaux ! - Précepte 638 - Les bonnes dents laissent de belles traces. - Précepte 639 - L'enfer est plus proche que le paradis. - Précepte 640 - Rendre intéressant un monde sans intérêt. - Précepte 641 - Ce sont les gens qui créent les héros. - Précepte 642 - Les gens qui portent des lunettes les garderont sur le nez quand ils seront devenus des fantômes. - Précepte 643 - Les larmes et le sang. - Précepte 644 - Le feu ne peut pas brûler le feu. - Précepte 645 - Quand on fait un truc qui ne nous ressemble pas, il nous arrive forcément quelque chose d'inattendu. - Précepte 646 - Un truc plus gros que le désespoir. |                 |                   |                 |                   |
| 72 | 2 mars 2018     | 978-4-08-881357-8 | 15 avril 2022   | 978-2-5051-1460-4 |
| Quand tu as besoin d'un coup de patte, adresse-toi à un animal avec des coussinets. Couverture : Sadaharu, Komako, Mone, AneListe des chapitres : - Précepte 647 - Au-delà des rêves. - Précepte 648 - Le vrai champ de bataille. - Précepte 649 - Les nouveaux rois. - Précepte 650 - Attention à ne pas trop forcer sur le Dom Pérignon ! - Précepte 651 - Quand tu as besoin d'un coup de patte, adresse-toi à un animal avec des coussinets. - Précepte 652 - La planète où prend fin le monde et où commence un rapprochement familial. - Précepte 653 - Deux sabres. - Précepte 654 - Il est plus simple de s'occuper de petits animaux domestiques. - Précepte 655 - Du ciel, on ne peut pas voir le fond d'un trou, alors qu'on peut voir le ciel quand on est au fond du trou.                                                                      |                 |                   |                 |                   |
| 73 | 4 juin 2018     | 978-4-08-881497-1 | 10 juin 2022    | 978-2-5051-1462-8 |
| La flamme de la vie. Couverture : UtsuroListe des chapitres : - Précepte 656 - Une personne sans emploi ne pourra jamais être souillé. - Précepte 657 - Un chien aime sa meute. - Précepte 658 - Une créature qui ne fait qu'aboyer. - Précepte 659 - Garde ton joker. - Précepte 660 - Complimente ton père de temps à autre. - Précepte 661 - Le début de la fin. - Précepte 662 - Ce qui ne finit jamais. - Précepte 663 - Les blessures. - Précepte 664 - Le chien de garde. - Précepte 665 - La flamme de la vie. |                 |                   |                 |                   |
| 74 | 3 août 2018     | 978-4-08-881537-4 | 26 août 2022    | 978-2-5051-1464-2 |
| Adieu… Couverture : Shimura ShinpachiListe des chapitres : - Précepte 666 - Les créatures qu'on appelle "humains". - Précepte 667 - Immortels et insoumis. - Précepte 668 - Les sauveurs. - Précepte 669 - Adieu… - Précepte 670 - L'enseigne. - Précepte 671 - L'enfant révolutionnaire. - Précepte 672 - Pas d'imprudence avec la cryptomonnaie ! - Précepte 673 - Un fantôme. - Précepte 674 - Deux ans pour une femme équivalent à dix ans chez un homme. - Précepte 675 - On peut également voir des "Final Fantasy" dans les films. |                 |                   |                 |                   |
| 75 | 4 octobre 2018  | 978-4-08-881588-6 | 14 octobre 2022 | 978-2-5051-1466-6 |
| Secours. Couverture : KaguraListe des chapitres : - Précepte 676 - Les gens seraient énervés s'ils voyaient les membres de l'équipe masculine de curling prendre un goûter en direct. - Précepte 677 - Le tireur de ficelles. - Précepte 678 - L'actrice Riho Yoshioka ne joue pas seulement dans des pubs pour les udons. - Précepte 679 - Qui ne tente aucun trou du dragon n'aura aucun maître. - Précepte 680 - Secours. - Précepte 681 - Le Phénix. - Précepte 682 - L'ennemi de l'univers. - Précepte 683 - Faites gaffe aux trucs qui dépassent ! - Précepte 684 - Une personne au régime ne subit pas seulement une épreuve, elle obtient également une récompense. - Précepte 685 - Gwam. |                 |                   |                 |                   |
| 76 | 4 janvier 2019  | 978-4-08-881713-2 | 9 décembre 2022 | 978-2-5051-1467-3 |
| À l'époque. Couverture : Sakata GintokiListe des chapitres : - Précepte 686 - Même les méchants ne peuvent pas faire certaines choses. - Précepte 687 - Achetez beaucoup de trames n°61. - Précepte 688 - Achetez beaucoup de trames pour les mosaïques. - Précepte 689 - Un bain chaud apaise l'esprit. - Précepte 690 - Quoi que vous fassiez, les apparences comptent toujours. - Précepte 691 - Tout blanc. - Précepte 692 - Enfants égarés. - Précepte 693 - Onk. - Précepte 694 - Quand un gorille plus gorille qu'un gorille apparaît, il est plus gorille qu'un gorille. - Précepte 695 - À l'époque. |                 |                   |                 |                   |
| 77 | 2 août 2019     | 978-4-08-881720-0 | 31 mars 2023    | 978-2-5051-2124-4 |
| Quelqu'un qui a les cheveux naturellement ondulés ne peux pas être bon. Couverture : Sakata Gintoki, Shimura Shinpachi, Kagura, Sadaharu, Shimura O-Tae, Katsura Kotarô, Elisabeth, Kondô Isao, Hijikata Toshirô, Okita Sôgo, Hasegawa Taizô, Sarutobi Ayame, Yagyû Kyûbei, Tsukuyo, Imai NobumeListe des chapitres : - Précepte 696 - Alcool bon marché. - Précepte 697 - De nombreux liens. - Précepte 698 - Aller au-delà du chapitre final. - Précepte 699 - Gintoki Sakata et ses compagnons. - Précepte 700 - Un cœur en acier trempé. - Précepte 701 - Retour au bercail. - Précepte 702 - Destin. - Précepte 703 - L'œil droit. - Précepte 704 - Quelqu'un qui a les cheveux naturellement ondulés ne peux pas être bon. |                 |                   |                 |                   |

### Shueisha BOOKS
1. 1 2  Tome 1
2. 1 2  Tome 2
3. 1 2  Tome 3
4. 1 2  Tome 4
5. 1 2  Tome 5
6. 1 2  Tome 6
7. 1 2  Tome 7
8. 1 2  Tome 8
9. 1 2  Tome 9
10. 1 2  Tome 10
11. 1 2  Tome 11
12. 1 2  Tome 12
13. 1 2  Tome 13
14. 1 2  Tome 14
15. 1 2  Tome 15
16. 1 2  Tome 16
17. 1 2  Tome 17
18. 1 2  Tome 18
19. 1 2  Tome 19
20. 1 2  Tome 20
21. 1 2  Tome 21
22. 1 2  Tome 22
23. 1 2  Tome 23
24. 1 2  Tome 24
25. 1 2  Tome 25
26. 1 2  Tome 26
27. 1 2  Tome 27
28. 1 2  Tome 28
29. 1 2  Tome 29
30. 1 2  Tome 30
31. 1 2  Tome 31
32. 1 2  Tome 32
33. 1 2  Tome 33
34. 1 2  Tome 34
35. 1 2  Tome 35
36. 1 2  Tome 36
37. 1 2  Tome 37
38. 1 2  Tome 38
39. 1 2  Tome 39
40. 1 2  Tome 40
41. 1 2  Tome 41
42. 1 2  Tome 42
43. 1 2  Tome 43
44. 1 2  Tome 44
45. 1 2  Tome 45
46. 1 2  Tome 46
47. 1 2  Tome 47
48. 1 2  Tome 48
49. 1 2  Tome 49
50. 1 2  Tome 50
51. 1 2  Tome 51
52. 1 2  Tome 52
53. 1 2  Tome 53
54. 1 2  Tome 54
55. 1 2  Tome 55
56. 1 2  Tome 56
57. 1 2  Tome 57
58. 1 2  Tome 58
59. 1 2  Tome 59
60. 1 2  Tome 60
61. 1 2  Tome 61
62. 1 2  Tome 62
63. 1 2  Tome 63
64. 1 2  Tome 64
65. 1 2  Tome 65
66. 1 2  Tome 66
67. 1 2  Tome 67
68. 1 2  Tome 68
69. 1 2  Tome 69
70. 1 2  Tome 70
71. 1 2  Tome 71
72. 1 2  Tome 72
73. 1 2  Tome 73
74. 1 2  Tome 74
75. 1 2  Tome 75
76. 1 2  Tome 76
77. 1 2  Tome 77

### Manga Kana
1. 1 2  Tome 1
2. 1 2  Tome 2
3. 1 2  Tome 3
4. 1 2  Tome 4
5. 1 2  Tome 5
6. 1 2  Tome 6
7. 1 2  Tome 7
8. 1 2  Tome 8
9. 1 2  Tome 9
10. 1 2  Tome 10
11. 1 2  Tome 11
12. 1 2  Tome 12
13. 1 2  Tome 13
14. 1 2  Tome 14
15. 1 2  Tome 15
16. 1 2  Tome 16
17. 1 2  Tome 17
18. 1 2  Tome 18
19. 1 2  Tome 19
20. 1 2  Tome 20
21. 1 2  Tome 21
22. 1 2  Tome 22
23. 1 2  Tome 23
24. 1 2  Tome 24
25. 1 2  Tome 25
26. 1 2  Tome 26
27. 1 2  Tome 27
28. 1 2  Tome 28
29. 1 2  Tome 29
30. 1 2  Tome 30
31. 1 2  Tome 31
32. 1 2  Tome 32
33. 1 2  Tome 33
34. 1 2  Tome 34
35. 1 2  Tome 35
36. 1 2  Tome 36
37. 1 2  Tome 37
38. 1 2  Tome 38
39. 1 2  Tome 39
40. 1 2  Tome 40
41. 1 2  Tome 41
42. 1 2  Tome 42
43. 1 2  Tome 43
44. 1 2  Tome 44
45. 1 2  Tome 45
46. 1 2  Tome 46
47. 1 2  Tome 47
48. 1 2  Tome 48
49. 1 2  Tome 49
50. 1 2  Tome 50
51. 1 2  Tome 51
52. 1 2  Tome 52
53. 1 2  Tome 53
54. 1 2  Tome 54
55. 1 2  Tome 55
56. 1 2  Tome 56
57. 1 2  Tome 57
58. 1 2  Tome 58
59. 1 2  Tome 59
60. 1 2  Tome 60
61. 1 2  Tome 61
62. 1 2  Tome 62
63. 1 2  Tome 63
64. 1 2  Tome 64
65. 1 2  Tome 65
66. 1 2  Tome 66
67. 1 2  Tome 67
68. 1 2  Tome 68
69. 1 2  Tome 69
70. 1 2  Tome 70
71. 1 2  Tome 71
72. 1 2  Tome 72
73. 1 2  Tome 73
74. 1 2  Tome 74
75. 1 2  Tome 75
76. 1 2  Tome 76
77. 1 2  Tome 77